# Lucius Caecilius Metellus (Konsul 68 v. Chr.)
Lucius Caecilius Metellus († 68 v. Chr.) war ein Politiker der späten römischen Republik.
Lucius Caecilius Metellus war ein Sohn des Gaius Caecilius Metellus Caprarius und der Bruder des Quintus Caecilius Metellus Creticus. Im Jahr 71 v. Chr. war Metellus Prätor und im folgenden Jahr als Nachfolger des Verres Proprätor in Sizilien. 68 v. Chr. war er zusammen mit Quintus Marcius Rex Konsul. Er starb früh während seines Amtsjahres.